# Suťový les

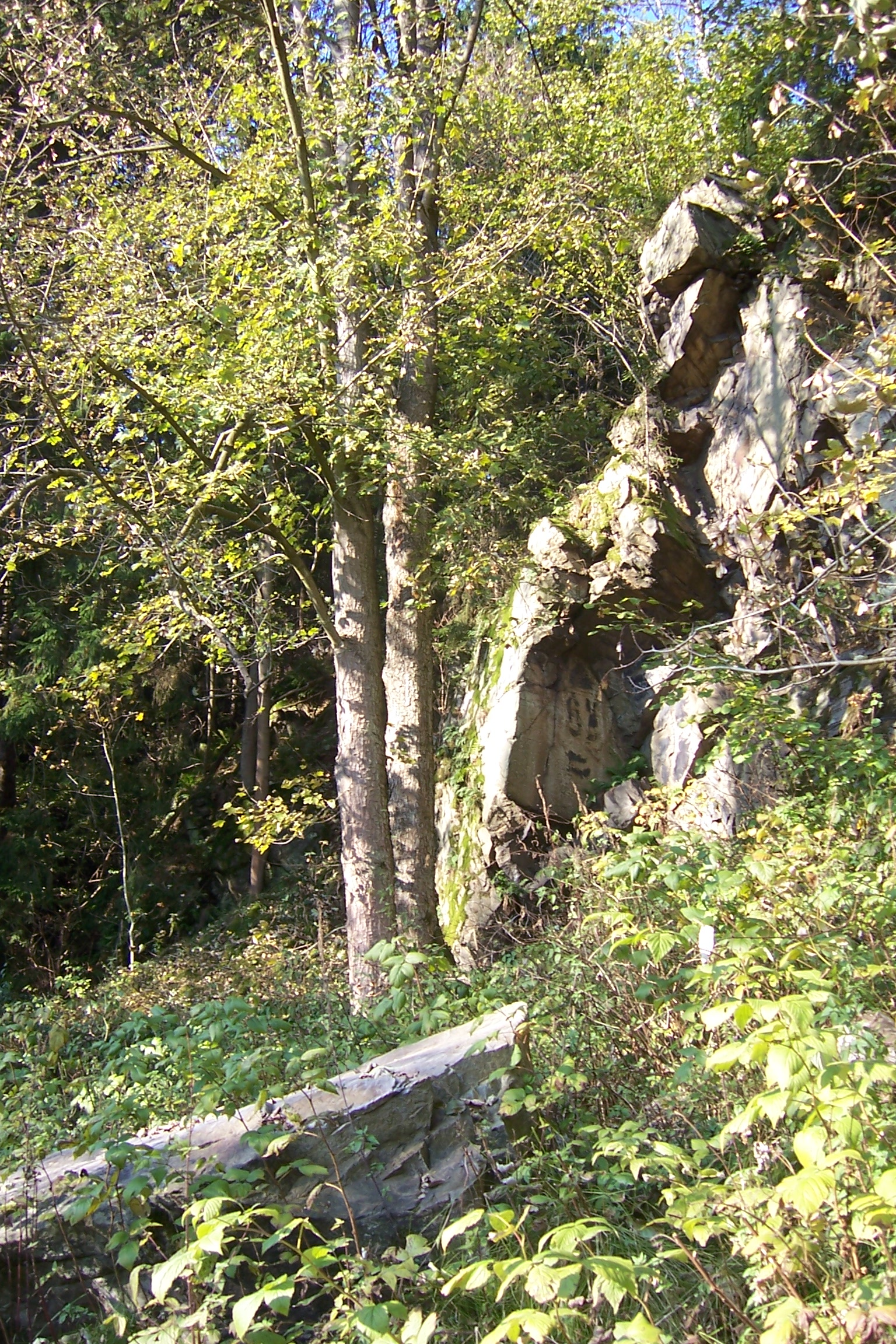
Ukázka suťového lesa (PR Zaječí skok)

Suťový les je druh lesa, který se vyskytuje na svazích s výrazným půdotokem a strmých svazích s výchozy skal. Může se vyskytovat též na svazích říčních a potočních údolí, v dolních částech svahů a v roklinách mnohdy společně s větší akumulací balvanů nebo suti. Půdy v těchto lesích mají vysoký obsah skeletu (suti), jsou vlhké a bohaté na živiny. Tyto lesy tvoří porosty na menších plochách do nadmořské výšky 800-900 m n. m. Jde o azonální vegetaci, kterou lze nalézt roztroušeně po celém území České republiky.

## Biologická charakteristika a význam
V druhově bohatém stromovém patře převládají tzv. ušlechtilé dřeviny náročné na živiny (lípa, jasan, javory, jilm), doprovázené dřevinami okolního lesního prostředí: v nižších oblastech jsou četnější lípy s příměsí habru, ve vyšších polohách převládá klen s příměsí buku.
Keřové patro je často také bohatě vyvinuto, převládá v něm líska obecná, zimolez obecný, bez červený či planá srstka angrešt.
V bylinném patře se vyskytují druhy přesahující z okolních bučin, dubohabřin nebo údolních luhů. Typické pro suťové lesy je zastoupení nitrofilních druhů, například kakostu smrdutého, pitulníku žlutého, mařinky vonné, netýkavky nedůtklivé či kopřivy a druhů vlhkomilných. Bohatě zastoupeny jsou kapraďorosty.
Z hospodářského hlediska jsou suťové lesy méně významné; velký význam však mají jako lesy ochranné, zpevňující svahy a skály a podporující biodiverzitu.

## Syntaxonomie
Suťové lesy tvoří svaz Tilio platyphylli-Acerion v rámci třídy Carpino-Fagetea (Mezofilní a vlhké opadavé listnaté lesy). Rozlišují se následující asociace:
- LBF01 Aceri-Tilietum – Suťové a skalní javorové lipiny
- LBF02 Mercuriali perennis-Fraxinetum excelsioris – Suťové javorové jaseniny
- LBF03 Arunco dioici-Aceretum pseudoplatani – Udatnové a měsíčnicové javořiny
- LBF04 Seslerio albicantis-Tilietum cordatae – Pěchavové skalní lipiny